# Sân vận động Thể thao Philippines
Sân vận động Thể thao Philippines, còn được gọi là Sân vận động Đại học Kỷ nguyên Mới (NEU), là một sân vận động bóng đá và điền kinh tại Ciudad de Victoria, một khu doanh nghiệp du lịch rộng 140 ha (350 mẫu Anh) ở các đô thị tự trị Bocaue và Santa Maria, Bulacan, Philippines. Sân vận động được xây dựng ngay bên cạnh Philippine Arena, nhà thi đấu lớn nhất thế giới. Đây là sân vận động bóng đá lớn nhất ở Philippines với sức chứa tối đa 25.000 chỗ ngồi. Sức chứa của sân nhiều gấp đôi sức chứa của Sân vận động tưởng niệm Rizal, sân vận động quốc gia của Philippines có sức chứa 12.000 chỗ ngồi.
PWP Landscape Architecture chịu trách nhiệm về công việc thiết kế cảnh quan cho khu vực xung quanh sân vận động, được mệnh danh là "Stadium Gardens".
Vào tháng 12 năm 2016, có thông tin cho rằng đội điền kinh của Đại học Philippines sẽ thuê sân vận động này.